# Echiniscus viridianus
Espèce
Echiniscus viridianus est une espèce de tardigrades de la famille des Echiniscidae. 

## Distribution
Cette espèce se rencontre aux États-Unis en Alabama et au Nouveau-Mexique et au Portugal aux Açores.

## Description
Echiniscus viridianus mesure de 175 à 310 µm.

## Publication originale
- Pilato, Fontoura & Lisi, 2007 : Remarks on the Echiniscus viridis group, with the description of a new species (Tardigrada, Echiniscidae). Journal of Limnology, p. 66, suppl. no 1, p. 33-39 (texte intégral).